# Hamnøya (Bømlo)
Ne doit pas être confondu avec Hamnøya.
Hamnøya est une île norvégienne du comté de Hordaland appartenant administrativement à Bømlo.

## Description
Rocheuse et désertique, elle s'étend sur environ 321 m de longueur pour une largeur approximative de 260 m. 